# كيث تيرنر (متسابق دراجات نارية)
كيث تيرنر (بالإنجليزية: Keith Turner)‏ هو متسابق دراجات نارية نيوزلندي. نافس في سباقات بطولة العالم لفئة 500 سي سي ولفئة 350 سي سي ولفئة 250 سي سي ولفئة 50 سي سي. كما شارك في كأس جزيرة مان السياحية.